# Ikue Mori (Neurowissenschaftlerin)

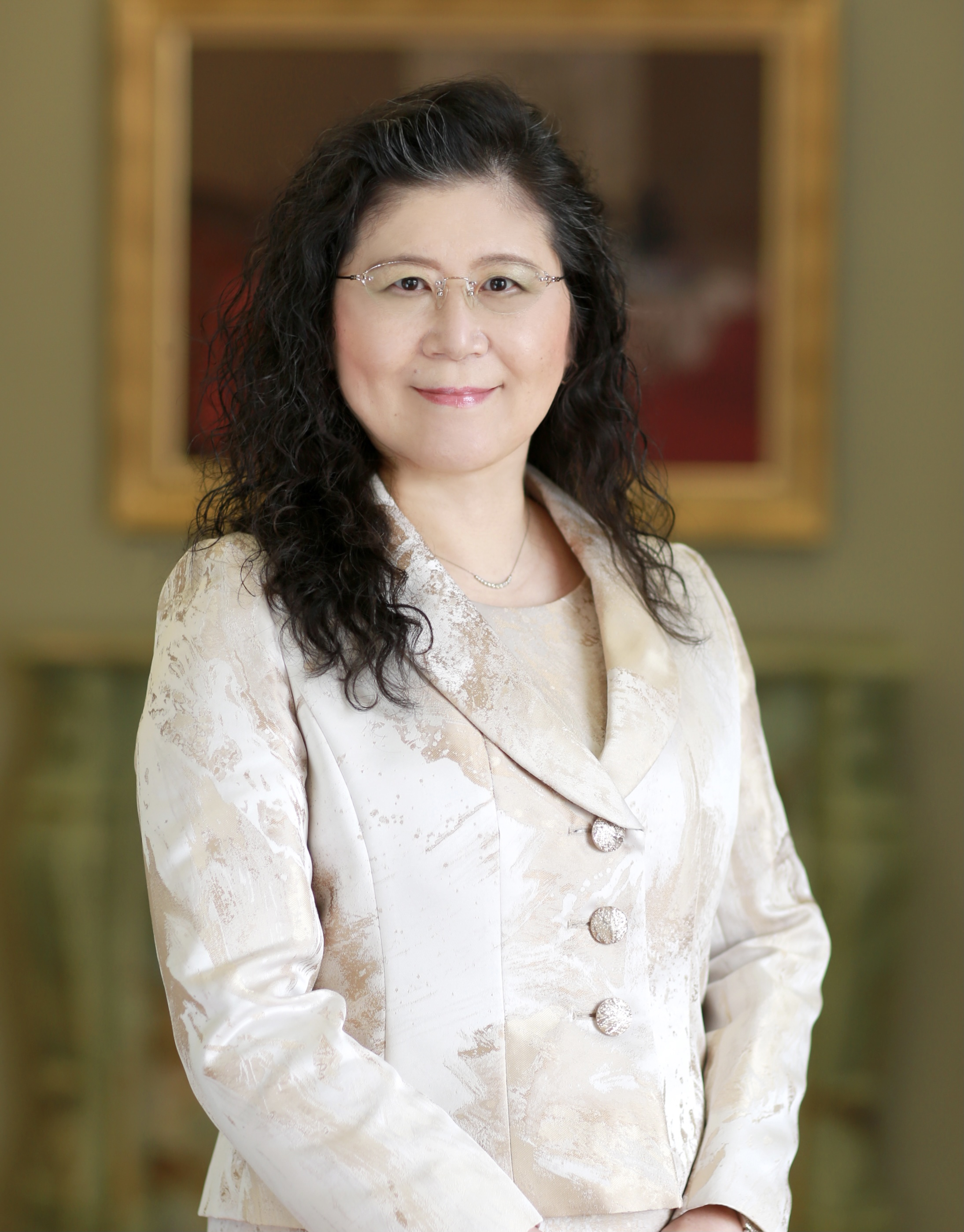
Ikue Mori, 2021

Ikue Mori (japanisch 森 郁恵 Mori Ikue; geb. 8. Juli 1957 in Tokio, Japan) ist eine japanische Wissenschaftlerin. Sie ist bekannt für ihre Arbeit über molekulare, zelluläre und neuronale Schaltkreisanalysen des Thermotaxisverhaltens von C. elegans. Sie ist Direktorin des Neurowissenschaftlichen Instituts und Professorin für Molekulare Neurobiologie an der Graduate School of Science der Universität Nagoya, Japan. Im Jahr 2013 wurde sie als erste Frau mit dem Tokizane Award, dem renommiertesten neurowissenschaftlichen Preis Japans, ausgezeichnet und 2017 erhielt sie die Ehrenmedaille mit Purpurband.

## Jugend und Ausbildung
Geboren in Tokio, lebte sie während ihrer frühen Kindheit in der Präfektur Shizuoka und verbrachte ihr Leben von der Grundschule bis zur Highschool in der Präfektur Kanagawa.
Sie schloss 1980 ihr Biologiestudium an der Universität Ochanomizu, Japan, mit einem Bachelor ab. Ihr Masterstudium in Populationsgenetik mit Drosophila melanogaster absolvierte sie ebenfalls an der Ochanomizu-Universität. Zeitgleich studierte sie theoretische Biologie und Evolution an der University of Sussex, Großbritannien, unter der Leitung des britischen Evolutionsbiologen Brian Charlesworth als Gaststudentin, unterstützt vom japanischen Ministerium für Bildung, Kultur, Sport, Wissenschaft und Technologie. Von April bis August 1983 lernte sie unter der Leitung des japanischen Molekularbiologen Kunitada Shimotohno Molekularbiologie am National Cancer Research Center, Japan.
Im September 1983 wechselte sie zum Biology and Biomedical Science Program der Washington University in St. Louis, wo sie unter der Leitung des US-amerikanischen Genetikers Robert Waterston die Genetik des Fadenwurms Caenorhabditis elegans studierte.

## Karriere und Forschung
Nach ihrer Promotion wurde sie als Assistenzprofessorin an die Universität Kyūshū in Japan berufen. Dort arbeitete sie an der temperaturabhängigen Beweglichkeit (Thermotaxis) von C. elegans, um die molekularen, neuronalen und schaltungstechnischen Mechanismen zu klären, die dem Lernen, dem Gedächtnis und der Entscheidungsfindung zugrunde liegen.
Seit 1998 baute sie ihr Labor an der Universität Nagoya in Japan auf, wo sie zunächst zur außerordentlichen Professorin und 2004 zur ordentlichen Professorin ernannt wurde. Im Jahr 2017 gründete sie das Neuroscience Institute, Graduate School of Science an der Nagoya University und ist dort die erste Direktorin. Sie versucht zu verstehen, wie ein Verhalten erzeugt und ausgeführt wird, indem sie C. elegans als Modell verwendet und dabei systemische und interdisziplinäre Ansätze anwendet.
Ikue Mori ist Programmbeauftragte der Interstellar-Initiative, eines internationalen Mentorenprogramms für Nachwuchsforscher, das von der Japan Agency for Medical Research and Development (AMED) organisiert wird.

## Wissenschaftliche Publikationen (Auswahl)
- M. Ikeda, S. Nakano, A. C. Giles, L. Xu, W. S. Costa, A. Gottschalk, I. Mori: Context-dependent operation of neural circuits underlies a navigation behavior in Caenorhabditis elegans. In: Proc. Natl. Acad. Sci. U. S. A. Band 117, 2020, S. 6178–6188. (pnas.org)
- K. Kobayashi, S. Nakano, M. Amano, D. Tsuboi, T. Nishioka, S. Ikeda, G. Yokoyama, K. Kaibuchi, I. Mori: Single-Cell Memory Regulates a Neural Circuit for Sensory Behavior. In: Cell Rep. Band 14, 2016, S. 11–21. doi:10.1016/j.celrep.2015.11.064. (sciencedirect.com)
- H. Sasakura, I. Mori: Thermosensory Learning in Caenorhabditis elegans. In: Invertebrate Learning and Memory. Volume 22, 2013, S. 124–139 (elsevier.com)
- T. Sugi, Y. Nishida, I. Mori: Regulation of behavioral plasticity by systemic temperature signaling in Caenorhabditis elegans. In: Nat. Neurosci. Band 14, 2011, S. 984–992. doi:10.1038/nn.2854 [PubMed]
- A. Kuhara, M. Okumura, T. Kimata, Y. Tanizawa, R. Takano, K. D. Kimura, H. Inada, K. Matsumoto, I. Mori: Temperature sensing by an olfactory neuron in a circuit controlling behavior of C. elegans. In: Science. Band 320, 2008, S. 803–807. [PubMed]
- I. Mori, Y. Ohshima: Neural regulation of thermotaxis in Caenorhabditis elegans. In: Nature. Band 376, 1995, S. 344–348. (nature.com).

## Auszeichnungen und Ehrungen
- 1982–1983: Stipendium für ein Studium im Ausland, Ministerium für Bildung, Kultur, Sport, Wissenschaft und Technologie (Japan)
- 1990–1991: Nissan Science Foundation Research Fellowship, Brain Science Foundation[9]
- 1996: The Genetics Society of Japan Scientific Promotion Prize[10]
- 1996–1999: Researcher of PRESTO[11], Japan Science and Technology Agency
- 2006: Saruhashi Prize
- 2006: Inoue Prize for Science[12]
- 2013: Tokizane Award[5]
- 2013: The Kihara Prize[13]
- 2016: Chunichi Cultural Award[14]
- 2017: Ehrenmedaille mit Purpurband
- 2023: Toray Science and Technology Prize